# دمیتری اسواتکوفسکی
دمیتری اسواتکوفسکی (انگلیسی: Dmitri Svatkovskiy؛ زادهٔ ۲۷ نوامبر ۱۹۷۱) ورزشکار پنج‌گانه مدرن اهل روسیه بود.